# 沙洲及龍鼓洲海岸公園
沙洲及龍鼓洲海岸公園（英語：Sha Chau and Lung Kwu Chau Marine Park），於1996年11月20日劃定，是一個位於香港新界屯門區西部沙洲及龍鼓洲一帶海域的海岸公園。公園面積1200公頃，為香港面積最大的海岸公園。該海岸公園是香港的第三個海岸公園。
沙洲及龍鼓洲海岸公園範圍包括龍鼓洲、沙洲（包括上沙洲、小沙洲、下沙洲）及白洲。園內可發現中華白海豚的蹤跡。由於受到珠江流水令海水變淡及增加營養，使該處擁有大量海洋魚類及貝類資源。

## 外部連結
- 沙洲及龍鼓洲海岸公園相片集 （页面存档备份，存于）